# سیمی گامو
سیمی گامو (انگلیسی: Seimei Gamo؛ زادهٔ ۵ آوریل ۱۹۵۴) بازیکن هندبال اهل ژاپن بود.